# Freda Kelly
Freda Kelly, née le 14 juillet 1944 à Liverpool, fut de 1962 à 1972 la secrétaire des Beatles,,,.

## Biographie

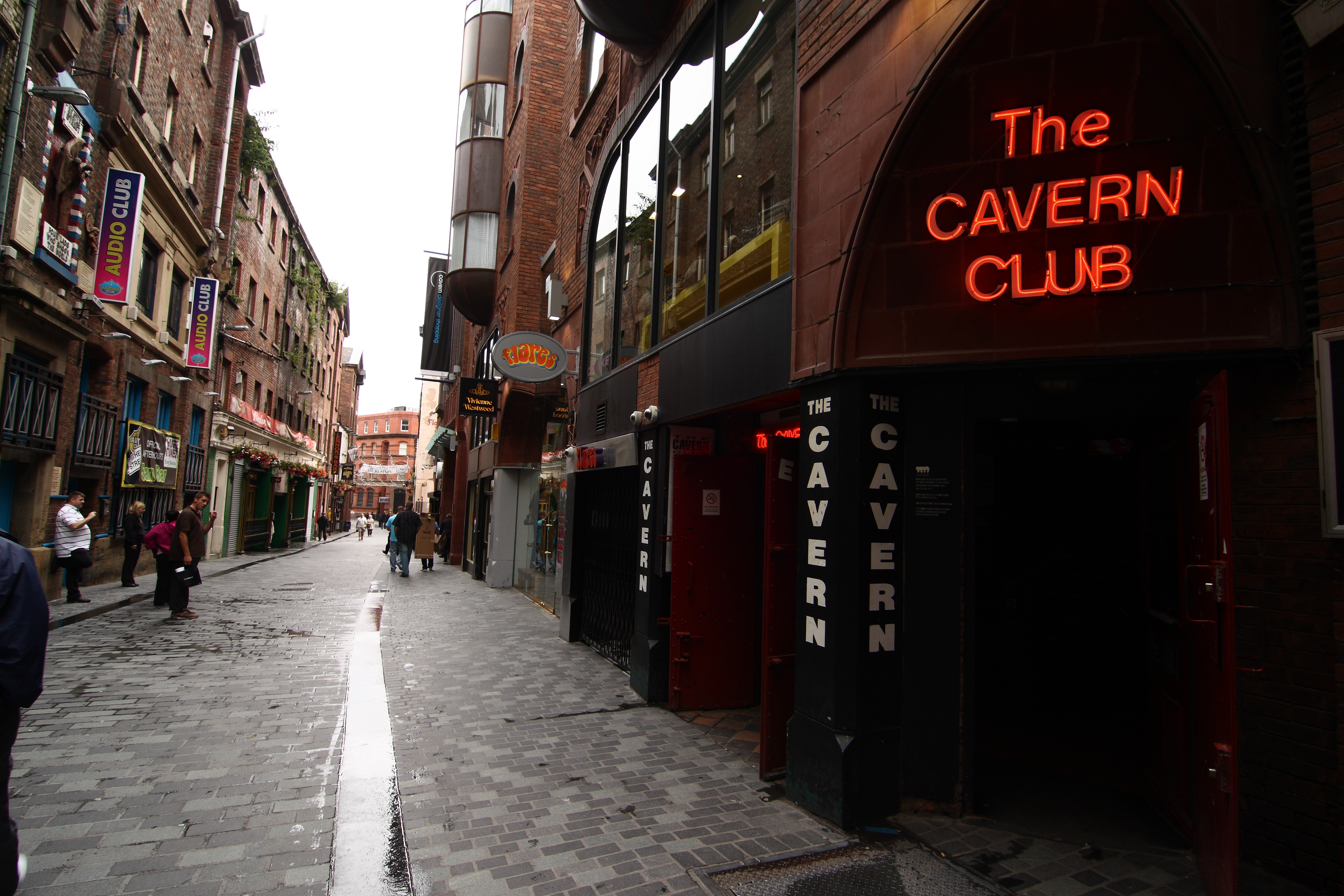
Le Cavern Club, c'est là que, pour la première fois, Freda Kelly a vu jouer les quatre musiciens de ce groupe encore inconnu, les Beatles.

La jeune secrétaire liverpoolienne de 16 ans était déjà dactylographe, le jour où elle est entrée dans le Cavern Club où jouaient les Beatles, un groupe encore inconnu.  Elle restait volontiers après les spectacles du midi pour discuter avec Paul McCartney, John Lennon, George Harrison et Pete Best, le batteur de l'époque,. De concert en concert, elle s'est liée d'amitié avec ses idoles. Remarquée par Brian Epstein, le manager du groupe, il lui offre en 1962 le poste de ses rêves, celui de secrétaire à plein temps des futurs « Fab Four ».  
Kelly travaille donc comme assistante de direction pour Brian Epstein. Elle supervise l'organisation du fan-club qui, rapidement, compte plus de soixante-dix mille membres. « Bête comme je suis » a-t-elle confié à un journaliste, elle avait donné son adresse privée, le courrier arrivait par sacs entiers ; il fallait un fourgon postal pour les acheminer jusqu'à son domicile. Elle veille jusqu'au petit matin pour répondre au courrier envoyé surtout par des admiratrices du monde entier tout en rédigeant un texte destiné aux « Beatle People » dans le magazine The Beatles Book. Ce mensuel, créé en 1963, est la source d'information la plus complète sur tous les faits et gestes des quatre garçons du groupe tout en préservant leur vie privée. 
Lorsque Epstein décide de déménager ses bureaux à Londres, Kelly prend la décision de rester avec son père à Liverpool et remet donc sa démission. Epstein refuse de la voir quitter son organisation et lui offre de demeurer dans sa ville natale et de continuer à s'occuper des affaires du groupe. Elle est une des passagères dans l'autocar du Magical Mystery Tour.
Lors de la séparation définitive des Beatles, elle prévient les fans à travers une lettre d'adieu publiée dans son magazine. Elle mettra trois ans à répondre à tous les admirateurs du groupe, attristés tout comme elle par la disparition du groupe mythique, et le « fanzine » disparaîtra en même temps.
Freda Kelly, aujourd'hui septuagénaire, a rarement parlé aux médias, et même à ses enfants, de cette période où elle vécut dans l’intimité des Beatles jusqu'à ce que Dans l'antichambre des Beatles (Good Ol' Freda), un documentaire américano-britannique de Ryan White sorte en 2013. Elle y raconte son histoire, et depuis elle a fait quelques apparitions publiques. Parmi les nombreuses anecdotes qu'elle livre dans ce documentaire,,, on apprend que la secrétaire était prévoyante et très appliquée : elle récupère des mèches de cheveux quand les quatre musiciens vont chez le coiffeur, elle prépare des piles d'albums d'autographes à dédicacer et elle s'arrange même pour que la mère de Ringo Starr s'assure que celui-ci dorme la tête sur une taie d'oreiller qu'une admiratrice lui a envoyé. Tout ça pour les offrir aux fans qui réclament impatiemment ces « reliques ».